# Bernardino Gatti

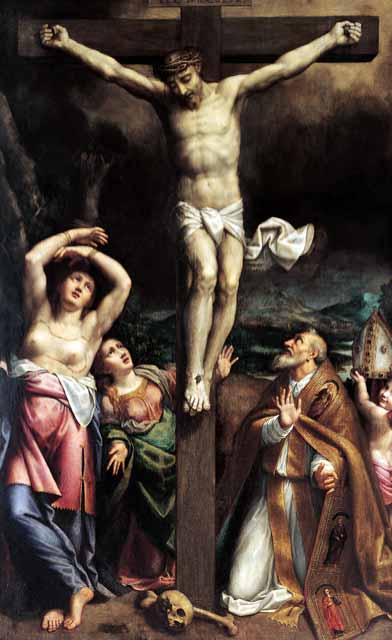
Korsfästelse och helgon av Bernardino Gatti i katedralen i Parma.

Bernardino Gatti, , kallad Il Sojaro ("tunnbindaren"), född cirka 1495 i Pavia, död 22 februari 1576 i Parma, var en italiensk renässansmålare.
Han var lärjunge hos Correggio som han fick sitt framställningssätt av. Gatti lyckades dock inte helt med att efterbilda den oskuld och glädje som utmärkte Correggios barnfigurer. I Cremona, Parma och Piacenza finns flera arbeten av Gatti.
Till hans främsta verk räknas Madonna med stiftare (i domen i Pavia), Kristi födelse och Kristi underverk med de fem bröden och de två fiskarna (båda i S. Pietro i Cremona) samt Marias himmelsfärd (1566, freskomålning i kyrkan Madonna della Steccata i Parma).